# ملیسا پیترمن
ملیسا پیترمن (انگلیسی: Melissa Peterman؛ زادهٔ ۱ ژوئیهٔ ۱۹۷۱) بازیگر، مجری و کمدین آمریکایی است.

## گزیدۀ فیلم‌شناسی
- فارگو (۱۹۹۸)
- ریبا (۲۰۰۷–۲۰۰۱)
- جانی براوو (۲۰۰۴)
- بابای آمریکایی! (۲۰۰۸)
- اینم از پول (۲۰۱۲)
- بابای بچه (۲۰۱۷–۲۰۱۲)
- شلدون جوان (۲۰۲۴–۲۰۱۸)
- آخرین مرد روی زمین (۲۰۲۰–۲۰۱۹)